# Oštra Luka (Orašje)
Pour les articles homonymes, voir Oštra Luka et Oštra Luka (Donji Žabar).
Oštra Luka (en cyrillique : Оштра Лука) est un village de Bosnie-Herzégovine. Il est situé dans la municipalité d'Orašje, dans le canton de la Posavina et dans la fédération de Bosnie-et-Herzégovine. Selon les premiers résultats du recensement bosnien de 2013, il compte 1 689 habitants.
Avant la guerre de Bosnie-Herzégovine, il faisait entièrement partie de la municipalité d'Orašje ; après la guerre, son territoire a été partiellement rattaché à la municipalité de Donji Žabar nouvellement créée et intégrée à la république serbe de Bosnie.

## Géographie
Le village est situé sur les rives de la rivière Tolisa, un affluent droit de la Save.

## Démographie

### Évolution historique de la population
| 1948 | 1953 | 1961  | 1971  | 1981  | 1991  | 2013  |
| ---- | ---- | ----- | ----- | ----- | ----- | ----- |
| -    | -    | 2 452 | 2 846 | 3 145 | 3 041 | 1 689 |

|  |